# Boulevard (film)
Boulevard je americký hraný film z roku 2014, který režíroval Dito Montiel. Ve filmu hraje Robin Williams muže, který si až v pokročilém věku přizná svoji sexuální orientaci. Snímek měl světovou premiéru na filmovém festivalu Tribeca 20. dubna 2014.

## Děj
Šedesátiletý Nolan nežije nijak zvláštní život. Pracuje v bance a čeká ho povýšení. Pravidelně dochází do pečovatelského domu, kde po infarktu leží jeho otec. S manželkou Joy nemají děti. Stýkají se s dlouholetým přítelem Winstonem, který si právě našel o mnoho let mladší přítelkyni. Nolan jednoho večera při cestě z práce nechtěně srazí autem mladého prostituta. S výčitkami svědomí mu nabídne pomoc. Tím začne jejich vztah, přičemž Nolan odmítá mít s Leem sexuální kontakt. Nolan cítí, že konečně nachází smysl života a chce Leovi pomoct. Ten však jeho pomoc odmítá. Nolanův dosavadní život se rozpadá. Přichází o místo v bance, opouští ho manželka a nakonec se vytratí i Leo. Nicméně pro Nolana teprve nyní začíná opravdový život dle jeho představ.

## Obsazení
| Robin Williams     | Nolan Mack |
| Kathy Baker        | Joy        |
| Roberto Aguire     | Leo        |
| Bob Odenkirk       | Winston    |
| Giles Matthey      | Eddie      |
| Eleonore Hendricks | Patty      |
| J. Karen Thomas    | Cat        |